# Аштский район
А́штский район (тадж. Ноҳияи Ашт) — административный район в Согдийской области Республики Таджикистан.
Районный центр — посёлок городского типа Шайдан, расположенный в 107 км северо-восточнее города Худжанда. Является самым северным районом Таджикистана. Территория Аштского района составляет 2785,5 км².

## История
Аштский район был образован 29 сентября 1926 года в составе Ходжентского округа Узбекской ССР. В 1929 году Ходжентский округ вошёл в Таджикскую ССР. В 1930—1938 годах Аштский район находился в прямом подчинении Таджикской ССР, в 1938—1939 годах входил в Ленинабадский округ, в 1939—1962 годах — в Ленинабадскую область, в 1962—1970 годах — напрямую в Таджикскую ССР, с 1970 года — вновь в Ленинабадскую (с 2000 года — Согдийскую) область.

## География
Аштский район расположен в Ферганской долине. На севере, северо-западе, востоке и юго-востоке граничит с Ташкентской, Наманганской и Ферганской областями Узбекистана, на юге и юго-западе — с Гафуровским и Канибадамским районами Согдийской области Таджикистана.
К району относится анклав Сарвак, расположенный на территории Папского района Наманганской области Узбекистана.

## Население
Население по оценке на 1 января 2022 года составляет 176 300 человек, в том числе городское — в посёлке Шайдан — 9,6 % или 16 900 человек
| Численность населения | Численность населения | Численность населения | Численность населения | Численность населения | Численность населения | Численность населения | Численность населения |
| 1939                  | 2003                  | 2004                  | 2005                  | 2006                  | 2007                  | 2008                  | 2009                  |
| --------------------- | --------------------- | --------------------- | --------------------- | --------------------- | --------------------- | --------------------- | --------------------- |
| 32 186                | ↗118 700              | ↗120 800              | ↗122 700              | ↗124 900              | ↗127 000              | ↗129 700              | ↗133 000              |
| 2019                  | 2020                  | 2021                  | 2022                  |                       |                       |                       |                       |
| ↗164 800              | ↗168 100              | ↗173 500              | ↗176300               |                       |                       |                       |                       |

## Административное деление
В состав Аштского района входят 1 посёлок городского типа Шайдан и 9 сельских общин (тадж. ҷамоат):
| Сельская община | Население (2015) |
| --------------- | ---------------- |
| Шайдон, пгт     | 15,300           |
| Ашт             | 21,409           |
| Ифтихор         | 11,201           |
| Мехробод        | 13,123           |
| Ориён           | 17,487           |
| Ошоба           | 21,260           |
| Понгоз          | 28,532           |
| Пунук           | 8,841            |
| Шодоба          | 8,990            |